# Dolánky nad Ohří
Dolánky nad Ohří – gmina w Czechach, w powiecie Litomierzyce, w kraju usteckim. Według danych z dnia 1 stycznia 2014 liczyła 257 mieszkańców.